# Hidetaka Nishiyama
Hidetaka Nishiyama (jap. 西山英隆 Nishiyama Hidetaka; ur. 10 października 1928 w Tokio, zm. 7 listopada 2008 w Los Angeles) – japoński karateka.
W 1943 rozpoczął treningi karate w dojo Gichina Funakoshi.
W 1945 Nishiyama wstąpił na Uniwersytet Takushoku, który był znany z silnego klubu karate. Cztery lata później został kapitanem uniwersyteckiej drużyny karate. Uczestniczył w tworzeniu Ogólnojapońskiego Akademickiego Związku Karate. W 1951 ukończył ekonomię.
W 1949 Nishiyama pomógł utworzyć Japoński Związek Karate (Nihon Karate Kyōkai; ang. Japan Karate Association - JKA). Został dyrektorem Departamentu Zagranicznego JKA, zajmował się szkoleniem i wysyłaniem japońskich instruktorów karate w świat. W tym czasie dokonano standaryzacji kata przez najwyższej rangi instruktorów, trzyosobową Komisję Techniczną, w składzie której pracował także Nishiyama.
Do Stanów Zjednoczonych Hidetaka Nishiyama przyjechał po raz pierwszy w 1953. Była to pierwsza misja w historii, która prezentowała karate poza Japonią. Grupa przedstawicieli japońskich sztuk walki, reprezentujących judo, karate i kendo została zaproszona przez Dowództwo Sił Powietrznych USA do przeprowadzenia serii pokazów sztuk walki w 50 bazach amerykańskiego lotnictwa.
W 1960 Hidetaka Nishiyama opublikował, we współpracy z Richardem C. Brownem, książkę pod tytułem: „The Art of 'Empty-Hand' Fighting”, która stała się bestsellerem w swojej kategorii. Jest także autorem pierwszych, metodycznie opracowanych, przepisów zawodów sportowych karate.
Po przeprowadzeniu się do Kalifornii w 1961 założył All American Karate Federation. W tym samym roku zorganizował pierwsze mistrzostwa USA. W 1965 zorganizował pierwsze, międzypaństwowe spotkanie Stany Zjednoczone–Japonia.
Sensei Nishiyama jest jednym z założycieli i autorem nazwy pierwszej, międzynarodowej organizacji karate – WUKO (World Union of Karate Organization), z której po rozłamie z powodów politycznych (dopuszczenie do startu w mistrzostwach świata w 1972 zawodników z RPA, wówczas kraju apartheidu) wyłoniła się IAKF (International American Karate Federation, obecnie ITKF). W 1975, już pod szyldem IAKF, zorganizował w Los Angeles I Mistrzostwa Świata w Karate.
W dniu 3 listopada 2000, w uznaniu za pięćdziesiąt lat promowania kultury japońskiej w świecie, cesarz Japonii na ceremonii w Pałacu Cesarskim odznaczył Hidetakę Nishiyamę Orderem Świętego Skarbu ze Złotymi Promieniami i Rozetą.
Po raz pierwszy w historii japońskich odznaczeń narodowych wyróżniono karate tradycyjne. Nagroda jest odzwierciedleniem życiowego wkładu Nishiyamy w rozwój fizycznych, psychicznych i duchowych aspektów karate tradycyjnego.
W dniu 14 października 2001 w Warszawie, podczas pierwszego Pucharu Świata w karate tradycyjnym, sensei Nishiyama został odznaczony Krzyżem Oficerskim Orderu Zasługi Rzeczypospolitej Polskiej, przyznanym przez prezydenta RP za wybitne zasługi na rzecz rozwoju karate tradycyjnego.
Hidetaka Nishiyama do końca życia pozostawał przewodniczącym Międzynarodowej Federacji Karate Tradycyjnego – ITKF z siedzibą w Los Angeles. Był koordynatorem w duchu swojego nauczyciela Gichina Funakoshi, zapoczątkowanego na Uniwersytecie Takushoku, metodycznego i naukowego rozwoju karate tradycyjnego, jak również gorącym zwolennikiem wprowadzenia tej sztuki walki wraz z jego wszystkimi aspektami fizycznymi i moralnymi do grona dyscyplin olimpijskich.
To właśnie sensei Nishiyama potrafił wznieść się ponad mało znaczące podziały pomiędzy stylami i najlepiej realizował w praktyce podstawową zasadę swojego nauczyciela, który zwykł mówić: „Karate jest tylko jedno”.